# Je m'appelle Fargass
 (septembre 2012).
Pour plus de détails, voir Fiche technique et Distribution.
Je m’appelle Fargass est un film d’Henri Duparc réalisé en 2000, qui raconte les aventures d’un voyou au cœur de la ville d’Abidjan. Comme acteur principal Fargass Assandé.

## Synopsis
Fargass ne travaille pas, vit aux crochets de sa famille et dort sur le canapé de ses amis de façon aléatoire. Il a fait son choix : à une vie rangée et un travail il préfère une carrière de braqueur de voitures, rythmée de magouilles.

## Fiche technique
- Titre : Je m’appelle Fargass
- Réalisation : Henri Duparc
- Scénario : Henri Duparc, Fargass Assandé, Kodjo Eboucle, René Dégny Séguy
- Production : Focale 13 (Les films henri duparc)
- Chef montage : Joseph Muganga
- Son : Kassoum Sangare et Sebastien Imboua
- Directeur de la photo : Frédéric Tenentap, Yasselou Kra
- Cadreur : Yasselou Kra, Jean-David Chessel
- Photographe de plateau : Jean-David Chessel
- Pays d’origine : Côte d’Ivoire
- Langue : Français
- Format : Vidéo numérique
- Genre : Comédie
- Durée : 52 minutes
- Date de sortie : 2000